# 台北市足球協會
台北市足球協會是臺灣臺北市的官方足球協會，由臺北市政府成立。

## 組織架構
- 理事長：李正永
- 常務理事：李豐澤、陳樹基
- 理事：葉文凌、曾憲政、劉正謙、吳中立、楊中平、楊雅晴
- 常務監事：卓惠貞
- 監事：李慶雄、吳清富

## 活動
- 台北國際五人制邀請賽
- 夏季五人制室內足球比賽
- 冬季五人制室內足球比賽
- 國中小學春季足球聯賽
- 國中小學秋季足球聯賽
- 足球夏令營
- 足球冬令營

## 外部連結
- 台北市五人制足球協會（页面存档备份，存于）
- 台北市足球協會
- 台北市體育處